# Aladrén
Aladrén település Spanyolországban,  Zaragoza tartományban. Aladrén Cerveruela, Tosos, Vistabella de Huerva, Paniza és Herrera de los Navarros községekkel határos. Lakosainak száma 62 fő (2024).

## Népesség
A település lakosságának változását az alábbi diagram mutatja:
| Lakosok száma | 79   | 73   | 65   | 60   | 60   | 54   | 47   | 52   | 59   | 62   |
|               | 2001 | 2004 | 2007 | 2009 | 2012 | 2014 | 2017 | 2019 | 2022 | 2024 |